# Maury Sterling
Charles Maury Wallace Sterling (Mill Valley, 1 september 1971) is een Amerikaans acteur.
Sterling begon in 1995 met acteren in de film Outbreak, waarna hij nog meerdere rollen speelde in films en televisieseries. 

## Filmografie

### Films
Uitgezonderd korte films.
- 2025 The Witcher: Sirens of the Deep - als Berat (stem)
- 2019 Batman: Hush - als Thomas Elliot (stem)
- 2019 Know Your Enemy - als Daniel
- 2016 Batman: The Killing Joke - als Paris (stem)
- 2014 Veronica Mars – als deputy Lyles
- 2013 Coherence – als Kevin
- 2013 Gilded Lilys – als Jasper Kravetz
- 2011 Kung Fu Panda 2 – als wolf soldaat (stem)
- 2010 The A-Team – als Gammons
- 2010 Smokin' Aces 2: Assassins' Ball – als Lester Tremor
- 2009 Ambition to Meaning: Finding Your Life's Purpose – als Jason Harper
- 2009 Rehab for Rejects – als de kapitein
- 2008 Beverly Hills Chihuahua – als Rafferty
- 2008 Depth Charge – als Allenson
- 2006 Smokin' Aces – als Lester Tremor
- 2006 Faceless – als Carter French
- 2005 Short Fuse – als Sam
- 2005 Coma as You Are – als Craig
- 2005 Dead Meat – als Hoss
- 2004 Illusion – als Grant
- 2003 Frankie and Johnny Are Married – als Roger
- 2002 Hart's War – als Dennis A. Gerber
- 2001 Imposter – als Comms monteur
- 1997 Behind Enemy Lines – als Donny
- 1996 Full Moon Rising – als Van Jaspers
- 1996 Somebody Is Waiting – als man in cel
- 1996 Bulletproof – als dunne jongen
- 1995 Outbreak – als Sandman One

### Televisieseries
Uitgezonderd eenmalige gastrollen.
- 2025 Suits LA - als David Bowie - 4 afl.
- 2024 Interior Chinatown - als rechercheur Brendan Carrey - 3 afl.
- 2021 The Rookie - als Marcus Lindsey - 2 afl.
- 2011-2020 Homeland – als Max – 45 afl.
- 2019 WTF 101 - als Scottish Settler - 2 afl.
- 2015-2018 Girlfriends' Guide to Divorce - als Frumpkis - 16 afl.
- 2017 NCIS: New Orleans - als mr. Stone - 3 afl.
- 2016 Murder in the First - als Andrew Lippman - 5 afl.
- 2014 Extant – als Gordon Kern – 11 afl.
- 2011-2012 In Plain Sight – als Ronnie Dalembert / Ronnie McIntire – 3 afl.
- 2007 Close to Home – als Brian Flynn – 2 afl.
- 2007 24 – als Kozelek Hacker – 2 afl.
- 2004-2006 ER – als dr. Nelson – 5 afl.
- 2005 Deadwood – als Elmer – 2 afl.
- 1997-1998 Alright Already – als Vaughn Lerner – 21 afl.

### Computerspellen
- 2022 Star Wars: The Old Republic - Legacy of the Sith - als smokkelaar
- 2019 Star Wars: The Old Republic - Onslaught - als smokkelaar
- 2016 Star Wars: The Old Republic - Knights of the Eternal Throne - als smokkelaar
- 2015 Star Wars: The Old Republic - Knights of the Fallen Empire - als smokkelaar
- 2015 Battlefield Hardline - als diverse stemmen
- 2014 Star Wars: The Old Republic - Shadow of Revan - als smokkelaar
- 2013 Star Wars: The Old Republic - Rise of the Hutt Cartel - als smokkelaar
- 2012 Starhawk - als stemmen
- 2011 Star Wars: The Old Republic - als smokkelaar
- 2009 The Chronicles of Riddick: Assault on Dark Athena - als beveiliger

- Biblioteca Nacional de España: XX4954161
- Gemeinsame Normdatei: 1069692263
- International Standard Name Identifier: 0000 0001 1684 605X
- Library of Congress Control Number: no2009104307
- Virtual International Authority File: 91130589
- WorldCat: E39PBJfX4HWJtMMw4xc3xvCCwC